# D4sp3杂化
d4sp3杂化是指一个原子由四个(n-1)d轨道、一个ns轨道和三个np轨道发生杂化的过程。原子发生d4sp3杂化后，上述(n-1)d、ns和np轨道便会转化成为八个轨道，称为“d4sp3杂化轨道”。八个d4sp3杂化轨道呈四角反棱柱形，各轨道的对称轴之间的夹角大约为73.4°、77.4°。杂化过程中，能量相近的d轨道、s轨道和p轨道发生叠加，不同类型的原子轨道重新分配能量并调整方向。